# Кабредо
Кабредо (ісп. Cabredo) — муніципалітет в Іспанії, у складі автономної спільноти Наварра. Населення — 103 особи (2009).
Муніципалітет розташований на відстані близько 270 км на північний схід від Мадрида, 65 км на захід від Памплони.

## Демографія
Динаміка населення (INE ):

## Галерея зображень

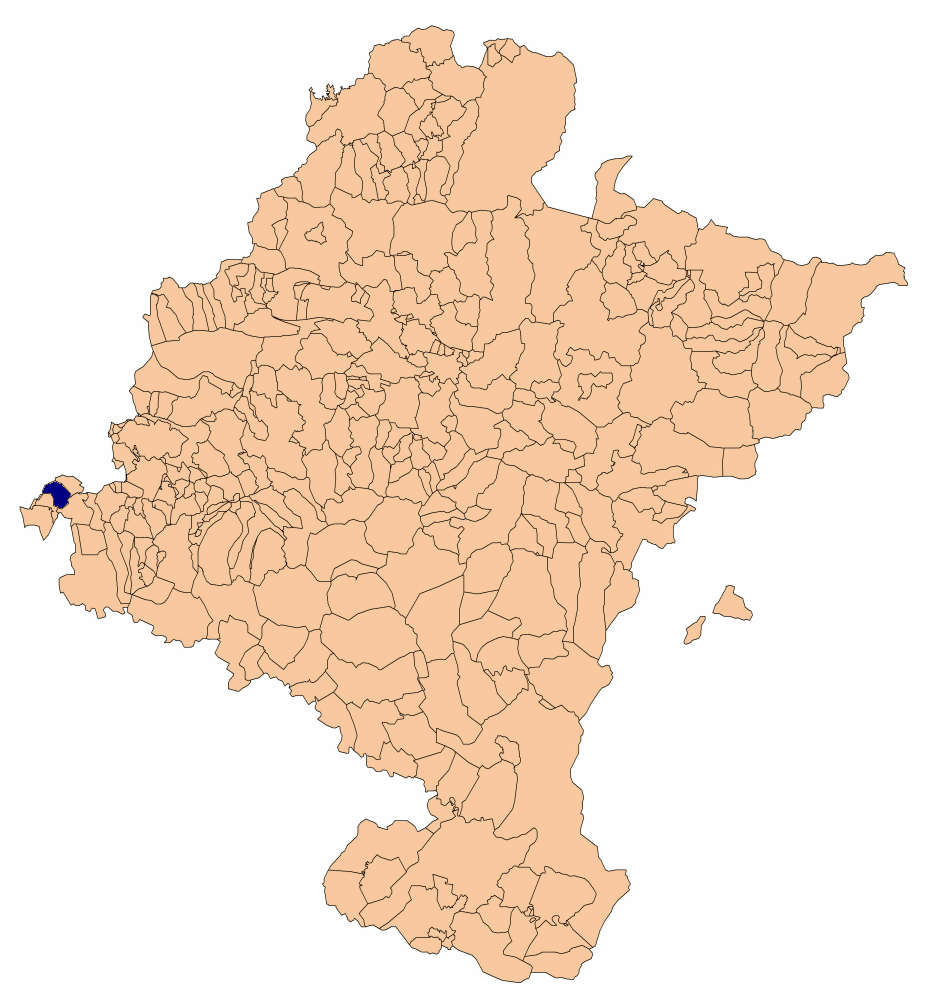
Розташування муніципалітету